# علي بن ريس
علي بن عبد العزيز بن علي بن محمد بن عثمان آل ريس' (مواليد الرياض، عام 1920 م) بالمنطقة الشرقية جنوب (المقيبرة)،
ويعد من كبار أعيان ووجهاء مدينة الرياض، وهو من أوائل مؤسسي  الغرفة التجارية بالرياض.
وعدّ الشيخ الريس أحد رجالات الرعيل الأول في السعودية الذين أسهموا في وضع بذور شجرة القطاع التجاري في البلاد، وبالتحديد في عاصمتها الرياض، حتى نمت هذه الشجرة وأثمرت عن بزوغ العهد المؤسسي للتجارة فيها، وسجل لابن ريس مساهمته في سن قوانين وأنظمة للكثير من التنظيمات المالية المبكرة بالسعودية .
سافر لبلدان كثيرة فارتبط بعلاقات واسعة على مختلف المستويات مع شخصيات سعودية وعربية وإسلامية وأجنبية.
أشتهر بالعمل الإنساني والخيري مع الجميع ودون تمييز.
ذكرالعدد التوثيقي الذي صدر في في شهر جمادى الأولى لعام 1431هـ الموافق مايو 2010م بمناسبة مرور خمسين عاماً على إنشاء غرفة الرياض الإسهامات الجليلة للشيخ الريس في إعمار الوسط التجاري والاجتماعي بكثير من البذل والعطاء.اعتذر عن عدم الانضمام لمجلس إدارة الغرفة في دورته الأولى ثم انضم لمجلس الإدارة بدأً من الدورة الثانية إلى السادسة.
قال الكاتب خالد القويز: طلبت مكتبة الملك فهد الوطنية توثيق سيرته الذاتية في لقاء تلفزيوني لساعتين ولغزارة المعلومات والأحداث التي صاحبها الشيخ علي الريس امتد التسجيل على مدى ثلاثة أيام.
وكذلك دارة الملك عبد العزيز سجلت بالصوت والصورة مذكراته قبيل وفاته بسنتين.
كان لنبأ وفاته صدىً كبيراً في الأوساط التجارية والإعلامية وعد من أبرز الشخصيات التي رحلت عن الدنيا عام 2009م على المستويين المحلي والعربي 
توفي بالرياض في نوفمبر 2009..

## وصلات خارجية
- جريدة الرياض : وفاة ابن ريس أحد أعيان الرياض عن عمر يناهز 91 عاماً.
- جريدة الشرق الأوسط : رحيل ابن ريس.. أحد مؤسسي الغرفة التجارية في الرياض.

http://www.alriyadh.com/2009/11/21/article475937.html جريدة الرياض : صفحات من حياة الوجيه الكيس علي بن ريس
http://www.aawsat.com//details.asp?section=4&issueno=11358&article=551017&search جريدة الشرق الأوسط :2009م نهاية عقد.. وجوه رحلت عنا